# Morrer como um Homem
Morrer como um Homem è un film del 2009 diretto da João Pedro Rodrigues.